# Cattedrale di San Paolo (Sant'Elena)
La cattedrale di San Paolo è la chiesa cattedrale della diocesi anglicana di Sant'Elena, nell'omonima isola. Si trova a circa tre chilometri a sud del capoluogo Jamestown, nel quartiere di San Paolo.

## Storia
La chiesa è stata edificata al posto della precedente "Country Church", che esisteva fin dai primi giorni della colonizzazione dell'isola nel tardo XVII secolo. I lavori di costruzione della nuova chiesa, iniziati nel 1850, sono stati completati nel 1851 e la chiesa è divenuta cattedrale nel 1859, anno in cui è stata istituita la diocesi di Sant'Elena. A quel tempo la diocesi comprendeva le isole di Ascensione e Tristan da Cunha.